# Page (Arizona)
Page é uma cidade localizada no estado americano do Arizona, no condado de Coconino. Foi incorporada em 1975.

## Geografia
De acordo com o United States Census Bureau, a cidade tem uma área de 43,1 km², onde 43 km² estão cobertos por terra e 0,1 km² por água.

### Localidades na vizinhança
O diagrama seguinte representa as localidades num raio de 64 km ao redor de Page.

## Demografia
Segundo o censo nacional de 2020,< a sua população é de 7440 habitantes e sua densidade populacional é 172,6 hab./km².